# Abu Nasr Mansur
Abu Nasr al-Mansur ibn Ali ibn Iraq (v. 960 - 1036) fut un mathématicien persan musulman. Il est bien connu pour avoir découvert la loi des sinus.
Abu Nasr al-Mansur naquit dans la région de Gilan dans la famille royale des Afrighides du Khwarezm. Il fut donc prince dans la sphère politique. Il fut le professeur d’Al-Biruni et aussi un important collègue du mathématicien. Ensemble, ils furent à l’origine de grandes découvertes en mathématiques et se dédièrent l’un à l’autre de nombreuses œuvres.
La plupart du travail d’Abu Nasr concernait les mathématiques, mais certains de ses écrits portaient sur l’astronomie. En mathématiques, il consacra beaucoup de traités importants à la trigonométrie, développés à partir des travaux de Ptolémée. Il préserva également les écrits de Ménélaos d'Alexandrie et révisa de nombreux théorèmes des Grecs.
Il mourut dans l’actuel Afghanistan près de la ville de Ghazni.